# Isopterygium deplanatum
Isopterygium deplanatum là một loài Rêu trong họ Hypnaceae. Loài này được (Bruch & Schimp. ex Sull.) Mitt. mô tả khoa học đầu tiên năm 1869.